# فوساتوم آفریکائه
فوساتوم آفریکائه (انگلیسی: Fossatum Africae) یک یا بیش از یک خطوط دفاعی ساخته‌شده توسط امپراتوری روم در تونس و الجزایر امروزی برای دفاع از قلمروی امپراتوری است که به نظر می‌رسد بیش از ۷۵۰ کیلومتر مسافت داشته است. این مجموعه شامل تعدادی از استحکامات، دیوارها، اردوگاه‌ها و سایر سازه‌های پشتیبانی است که مرزهای جنوبی امپراتوری روم را تشکیل می‌دهند. ساخت و ساز در زمان امپراتور آگوستوس در اوایل قرن اول آغاز شد. برخلاف چندین بخش از لیمس‌های رومی در اروپا که قبلاً به عنوان میراث جهانی ثبت شده است، این بخش در یک محیط بیابانی ساخته شده است ساختار مهندسی متفاوتی از نمونه‌های مشابه در اروپا دارد.